# Division d'Honneur 1921-1922
La Division d'Honneur 1921-1922 è stata la 22ª edizione della massima serie del campionato belga di calcio disputata tra il 4 settembre 1921 e il 18 giugno 1922 e conclusa con la vittoria del Beerschot AC, al suo primo titolo.
Capocannoniere del torneo fu Ivan Thys (Beerschot AC), con 21 reti.

## Formula
Il numero di squadre partecipanti passò da 12 a 14 e disputarono un turno di andata e ritorno per un totale di 26 partite.
Le ultime due classificate retrocedettero in Promotion.

## Squadre
| Squadra                  | Città        | Stadio | Stagione 1920-1921  |
| ------------------------ | ------------ | ------ | ------------------- |
| Standard Liegi           | Liegi        |        | Promotion           |
| RC de Gand               | Gand         |        | 8°                  |
| CS Verviétois            | Verviers     |        | 11°                 |
| Racing Club Bruxelles    | Uccle        |        | 6°                  |
| RFC Brugeois             | Bruges       |        | 4°                  |
| Beerschot AC             | Anversa      |        | 3°                  |
| CS Brugeois              | Bruges       |        | 5°                  |
| Anversa                  | Anversa      |        | 9°                  |
| Union Saint-Gilloise     | Saint-Gilles |        | 2°                  |
| Daring Club de Bruxelles | Bruxelles    |        | Campione del Belgio |
| ARA La Gantoise          | Gand         |        | 7°                  |
| RC Malines               | Malines      |        | 10°                 |
| SC Anderlechtois         | Anderlecht   |        | Promotion           |
| FC Malinois              | Malines      |        | Promotion           |

## Classifica finale
|                   | Pos. | Squadra                     | Pt | G  | V  | N  | P  | GF | GS | DR  |
| ----------------- | ---- | --------------------------- | -- | -- | -- | -- | -- | -- | -- | --- |
| Belgio (bandiera) | 1.   | Beerschot AC                | 39 | 26 | 17 | 5  | 4  | 54 | 23 | +31 |
|                   | 2.   | Union Saint-Gilloise        | 39 | 26 | 15 | 9  | 2  | 51 | 17 | +34 |
|                   | 3.   | Anversa                     | 37 | 26 | 15 | 7  | 4  | 52 | 31 | +21 |
|                   | 4.   | Racing Club de Bruxelles    | 32 | 26 | 11 | 10 | 5  | 45 | 28 | +17 |
|                   | 5.   | Standard Liegi              | 28 | 26 | 11 | 6  | 9  | 45 | 33 | +12 |
|                   | 6.   | CS Brugeois                 | 28 | 26 | 11 | 6  | 9  | 43 | 39 | +4  |
|                   | 7.   | RC Malines                  | 26 | 26 | 10 | 6  | 10 | 41 | 43 | -2  |
|                   | 8.   | Daring Club de Bruxelles SR | 25 | 26 | 10 | 5  | 11 | 28 | 31 | -3  |
|                   | 9.   | RFC Brugeois                | 25 | 26 | 9  | 7  | 10 | 39 | 42 | -3  |
|                   | 10.  | ARA La Gantoise             | 19 | 26 | 7  | 5  | 14 | 30 | 50 | -20 |
|                   | 11.  | CS Verviétois               | 19 | 26 | 6  | 7  | 13 | 27 | 47 | -20 |
|                   | 12.  | SC Anderlechtois            | 18 | 26 | 4  | 10 | 12 | 27 | 42 | -15 |
|                   | 13.  | RC de Gand                  | 17 | 26 | 5  | 7  | 14 | 27 | 47 | -20 |
|                   | 14.  | FC Malinois                 | 12 | 26 | 5  | 2  | 19 | 33 | 69 | -36 |

Legenda:

      Ammesso alla spareggio
      Retrocesso in Promotion
Note:

Due punti a vittoria, uno a pareggio, zero a sconfitta.

### Spareggio
Lo spareggio per il titolo si disputò il 18 giugno 1922 a Gand.
| Gand 18 giugno 1922 | Beerschot AC | 2 – 0 | Union Saint-Gilloise | Stade Jules Otten |

### Verdetti
- Beerschot AC campione del Belgio 1921-22.
- RC de Gand e FC Malinois retrocesse in Promotion.